# (466297) 2013 QR
(466297) 2013 QR es un asteroide perteneciente al cinturón de asteroides, descubierto el 14 de junio de 1999 por el equipo Spacewatch desde el Observatorio Nacional de Kitt Peak (Arizona, Estados Unidos).